# مناخ مداري موسمي

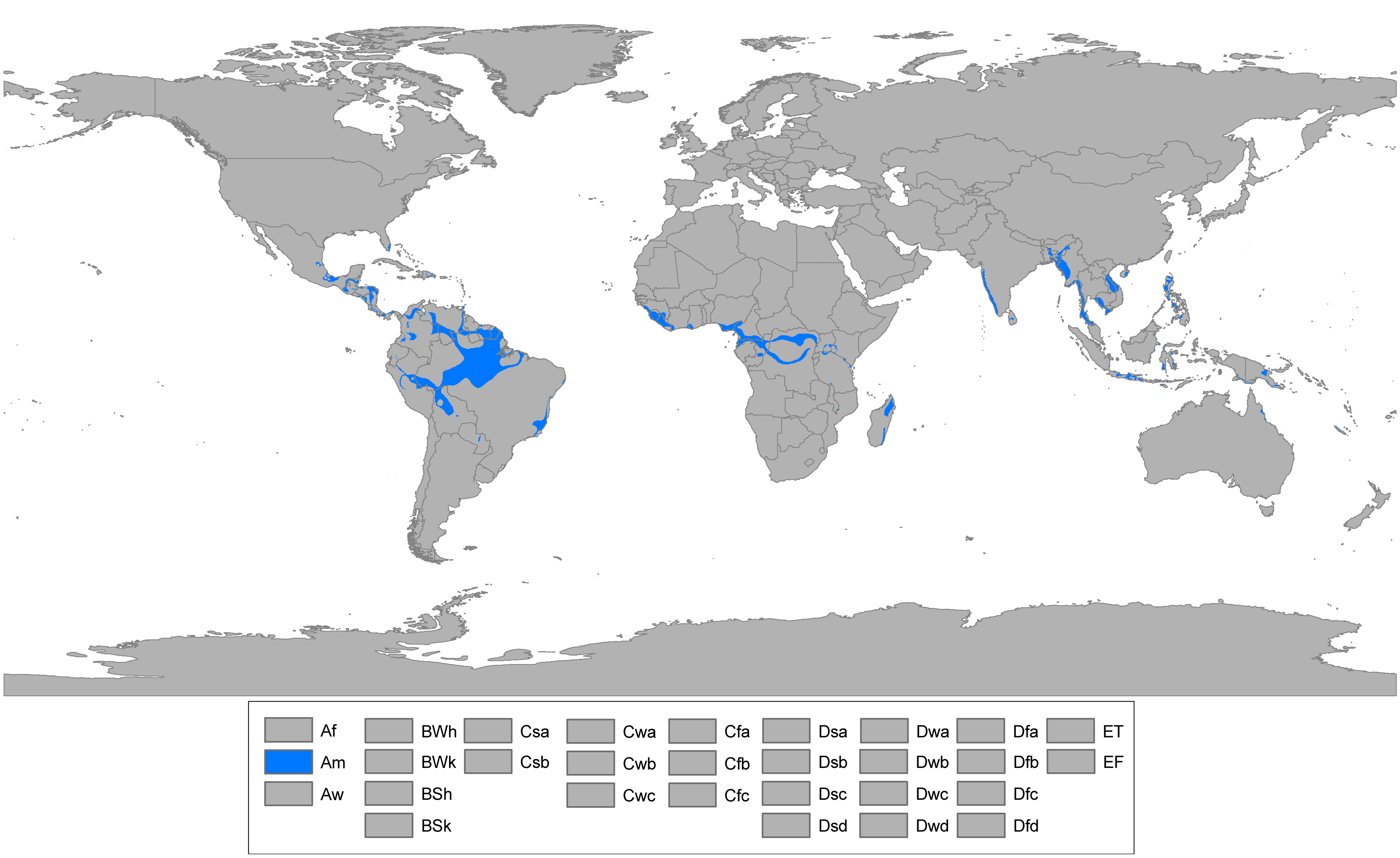
المناطق التي يتواجد بها المناخ المداري الموسمي (Am).

المناخ المداري الموسمي أو المناخ المداري الرطب أو المناخ المداري ذو الرياح التجارية الموسمية الساحلية هو نوع من المناخ ينتمي إلى المناخ المداري. يرمز له حسب تصنيف كوبن للمناخ بـ Am.
يكون المعدل الحراري الشهري للمناخ المداري الموسمي فوق 18° مئوية، ويكون به فصلان: جاف ومطير، مثل مناخ السافانا المداري.
يكون الشهر الأكثر جفافا ذو تساقطات أقل من 60 مم.:200–1

## الأنواع
عموما هناك نوعان من المناخ المداري الموسمي:
- فصل جاف نادر، حيث تجري بهذه المناطق تساقطات غزيرة على هيئة عواصف رعدية خلال الفصل الرطب، كذلك كميات مهمة من الأمطار خلال الفصل الجاف.
- فصل جاف ملحوظ مع تساقطات جد كثيفة في الفصل الرطب، حيث يمتد الفصل الجاف من 30 إلى 60 يوم، مع فترات من الأمطار الجد غزيرة، وتسجيل مقاييس تتعدى 1000 مم خلال الشهر الواحد.

## التوزيع
يشيع وجود المناخ المداري الموسمي في أمريكا الجنوبية وأمريكا الوسطى، أفريقيا (غرب ووسط أفريقيا)، ويشمل أيضا منطقة الكاريبي وشمال أمريكا.

## أمثلة مدن بهذا المناخ
| مخطط المناخ ميامي | مخطط المناخ ميامي | مخطط المناخ ميامي | مخطط المناخ ميامي | مخطط المناخ ميامي | مخطط المناخ ميامي | مخطط المناخ ميامي | مخطط المناخ ميامي | مخطط المناخ ميامي | مخطط المناخ ميامي | مخطط المناخ ميامي | مخطط المناخ ميامي |
| --- | ----------------- | ----------------- | ----------------- | ----------------- | ----------------- | ----------------- | ----------------- | ----------------- | ----------------- | ----------------- | ----------------- |
| 01 | 02                | 03                | 04                | 05                | 06                | 07                | 08                | 09                | 10                | 11                | 12                |
| 51 24 15 | 53 25 16          | 61 26 18          | 72 28 20          | 158 30 22         | 237 31 24         | 145 32 25         | 193 32 25         | 194 31 24         | 143 29 22         | 68 27 19          | 47 25 16          |
| متوسط درجة-الحرارة °س مجاميع الهطل مم |                   |                   |                   |                   |                   |                   |                   |                   |                   |                   |                   |
| بالوحدات الإنكليزية \| 01 \| 02 \| 03 \| 04 \| 05 \| 06 \| 07 \| 08 \| 09 \| 10 \| 11 \| 12 \| \| 2 75 59 \| 2.1 76 60 \| 2.4 79 64 \| 2.9 82 68 \| 6.2 85 72 \| 9.3 88 75 \| 5.7 89 76 \| 7.6 89 77 \| 7.6 88 76 \| 5.6 85 72 \| 2.7 80 67 \| 1.8 77 62 \| \| متوسط درجة-الحرارة °ف مجاميع الهطول ″ \| \| \| \| \| \| \| \| \| \| \| \| |                   |                   |                   |                   |                   |                   |                   |                   |                   |                   |                   |
| 01 | 02                | 03                | 04                | 05                | 06                | 07                | 08                | 09                | 10                | 11                | 12                |
| 2 75 59 | 2.1 76 60         | 2.4 79 64         | 2.9 82 68         | 6.2 85 72         | 9.3 88 75         | 5.7 89 76         | 7.6 89 77         | 7.6 88 76         | 5.6 85 72         | 2.7 80 67         | 1.8 77 62         |
| متوسط درجة-الحرارة °ف مجاميع الهطول ″ |                   |                   |                   |                   |                   |                   |                   |                   |                   |                   |                   |

| مخطط المناخ شيتاغونغ | مخطط المناخ شيتاغونغ | مخطط المناخ شيتاغونغ | مخطط المناخ شيتاغونغ | مخطط المناخ شيتاغونغ | مخطط المناخ شيتاغونغ | مخطط المناخ شيتاغونغ | مخطط المناخ شيتاغونغ | مخطط المناخ شيتاغونغ | مخطط المناخ شيتاغونغ | مخطط المناخ شيتاغونغ | مخطط المناخ شيتاغونغ |
| --- | -------------------- | -------------------- | -------------------- | -------------------- | -------------------- | -------------------- | -------------------- | -------------------- | -------------------- | -------------------- | -------------------- |
| 01 | 02                   | 03                   | 04                   | 05                   | 06                   | 07                   | 08                   | 09                   | 10                   | 11                   | 12                   |
| 5 26 13 | 28 15                | 64 31 19             | 150 32 23            | 264 32 24            | 533 31 25            | 597 30 25            | 518 30 24            | 320 31 24            | 180 31 23            | 56 29 18             | 15 26 14             |
| متوسط درجة-الحرارة °س مجاميع الهطل مم |                      |                      |                      |                      |                      |                      |                      |                      |                      |                      |                      |
| بالوحدات الإنكليزية \| 01 \| 02 \| 03 \| 04 \| 05 \| 06 \| 07 \| 08 \| 09 \| 10 \| 11 \| 12 \| \| 0.2 79 55 \| 1.1 82 59 \| 2.5 88 66 \| 5.9 90 73 \| 10 90 75 \| 21 88 77 \| 24 86 77 \| 20 86 75 \| 13 88 75 \| 7.1 88 73 \| 2.2 84 64 \| 0.6 79 57 \| \| متوسط درجة-الحرارة °ف مجاميع الهطول ″ \| \| \| \| \| \| \| \| \| \| \| \| |                      |                      |                      |                      |                      |                      |                      |                      |                      |                      |                      |
| 01 | 02                   | 03                   | 04                   | 05                   | 06                   | 07                   | 08                   | 09                   | 10                   | 11                   | 12                   |
| 0.2 79 55 | 1.1 82 59            | 2.5 88 66            | 5.9 90 73            | 10 90 75             | 21 88 77             | 24 86 77             | 20 86 75             | 13 88 75             | 7.1 88 73            | 2.2 84 64            | 0.6 79 57            |
| متوسط درجة-الحرارة °ف مجاميع الهطول ″ |                      |                      |                      |                      |                      |                      |                      |                      |                      |                      |                      |

| مخطط المناخ ماكابا | مخطط المناخ ماكابا | مخطط المناخ ماكابا | مخطط المناخ ماكابا | مخطط المناخ ماكابا | مخطط المناخ ماكابا | مخطط المناخ ماكابا | مخطط المناخ ماكابا | مخطط المناخ ماكابا | مخطط المناخ ماكابا | مخطط المناخ ماكابا | مخطط المناخ ماكابا |
| --- | ------------------ | ------------------ | ------------------ | ------------------ | ------------------ | ------------------ | ------------------ | ------------------ | ------------------ | ------------------ | ------------------ |
| 01 | 02                 | 03                 | 04                 | 05                 | 06                 | 07                 | 08                 | 09                 | 10                 | 11                 | 12                 |
| 300 30 23 | 347 29 23          | 407 29 23          | 384 30 24          | 352 30 24          | 220 30 23          | 185 31 23          | 98 32 23           | 43 32 23           | 36 33 24           | 58 32 24           | 143 31 23          |
| متوسط درجة-الحرارة °س مجاميع الهطل مم |                    |                    |                    |                    |                    |                    |                    |                    |                    |                    |                    |
| بالوحدات الإنكليزية \| 01 \| 02 \| 03 \| 04 \| 05 \| 06 \| 07 \| 08 \| 09 \| 10 \| 11 \| 12 \| \| 12 85 73 \| 14 85 74 \| 16 85 74 \| 15 85 74 \| 14 86 74 \| 8.7 87 74 \| 7.3 87 73 \| 3.9 89 74 \| 1.7 90 74 \| 1.4 91 74 \| 2.3 90 74 \| 5.6 89 74 \| \| متوسط درجة-الحرارة °ف مجاميع الهطول ″ \| \| \| \| \| \| \| \| \| \| \| \| |                    |                    |                    |                    |                    |                    |                    |                    |                    |                    |                    |
| 01 | 02                 | 03                 | 04                 | 05                 | 06                 | 07                 | 08                 | 09                 | 10                 | 11                 | 12                 |
| 12 85 73 | 14 85 74           | 16 85 74           | 15 85 74           | 14 86 74           | 8.7 87 74          | 7.3 87 73          | 3.9 89 74          | 1.7 90 74          | 1.4 91 74          | 2.3 90 74          | 5.6 89 74          |
| متوسط درجة-الحرارة °ف مجاميع الهطول ″ |                    |                    |                    |                    |                    |                    |                    |                    |                    |                    |                    |

| مخطط المناخ كوناكري | مخطط المناخ كوناكري | مخطط المناخ كوناكري | مخطط المناخ كوناكري | مخطط المناخ كوناكري | مخطط المناخ كوناكري | مخطط المناخ كوناكري | مخطط المناخ كوناكري | مخطط المناخ كوناكري | مخطط المناخ كوناكري | مخطط المناخ كوناكري | مخطط المناخ كوناكري |
| --- | ------------------- | ------------------- | ------------------- | ------------------- | ------------------- | ------------------- | ------------------- | ------------------- | ------------------- | ------------------- | ------------------- |
| 01 | 02                  | 03                  | 04                  | 05                  | 06                  | 07                  | 08                  | 09                  | 10                  | 11                  | 12                  |
| 1 32 19 | 1 33 20             | 3 33 21             | 22 34 22            | 137 33 21           | 396 32 20           | 1130 30 20          | 1104 30 21          | 617 31 21           | 295 31 20           | 70 32 21            | 8 32 20             |
| متوسط درجة-الحرارة °س مجاميع الهطل مم |                     |                     |                     |                     |                     |                     |                     |                     |                     |                     |                     |
| بالوحدات الإنكليزية \| 01 \| 02 \| 03 \| 04 \| 05 \| 06 \| 07 \| 08 \| 09 \| 10 \| 11 \| 12 \| \| 0 90 66 \| 0 92 68 \| 0.1 92 70 \| 0.9 92 72 \| 5.4 92 69 \| 16 89 68 \| 44 86 69 \| 43 86 69 \| 24 87 69 \| 12 88 69 \| 2.8 90 70 \| 0.3 90 68 \| \| متوسط درجة-الحرارة °ف مجاميع الهطول ″ \| \| \| \| \| \| \| \| \| \| \| \| |                     |                     |                     |                     |                     |                     |                     |                     |                     |                     |                     |
| 01 | 02                  | 03                  | 04                  | 05                  | 06                  | 07                  | 08                  | 09                  | 10                  | 11                  | 12                  |
| 0 90 66 | 0 92 68             | 0.1 92 70           | 0.9 92 72           | 5.4 92 69           | 16 89 68            | 44 86 69            | 43 86 69            | 24 87 69            | 12 88 69            | 2.8 90 70           | 0.3 90 68           |
| متوسط درجة-الحرارة °ف مجاميع الهطول ″ |                     |                     |                     |                     |                     |                     |                     |                     |                     |                     |                     |